# Дракон
Дракон (грч. Δράκων) је био атински законодавац, који је 621. године пре нове ере донео прве писане законе у Атини. Његове одредбе изгубљене су у тами прохујалих векова, али се још у старом веку сматрало да су биле изузетно строге. Један атински беседник је рекао да су Драконови закони били писани крвљу, а не мастилом. Због тога се израз  драконски закони и данас користи за изузетно строге законске одредбе. За најмању крађу следила је смртна казна. Његовим законима уведен је ред у имовинске односе. Кажњавање убиства више није било приватна ствар родбине, већ задатак државе. Успостављена је и извесна правна једнакост у држави али ни то није помогло сиромашним сељацима нити оним који су падали у дужничко ропство.

## Живот
Током 39. Олимпијаде, 622. или 621. године п. н. е. Дракон је донео законик по коме је познат. Мало се зна о његовом животу. Сматра се да је припадао грчком племству са Атике. Истина о његовој смрти је и даље нејасна, али знамо да је Дракон протеран из Атине на суседно острво Егина, где је провео остатак свог живота.
1. ↑  „Драконски закони”. Приступљено 2024-02-21.
2. ↑  Guerber, H. A., and Joe Larkins. The Story Of The Greeks. Luton: Andrews UK, 2011. eBook Collection (EBSCOhost). Web. 26 Јун 2016.